# Искусственный интеллект в искусстве

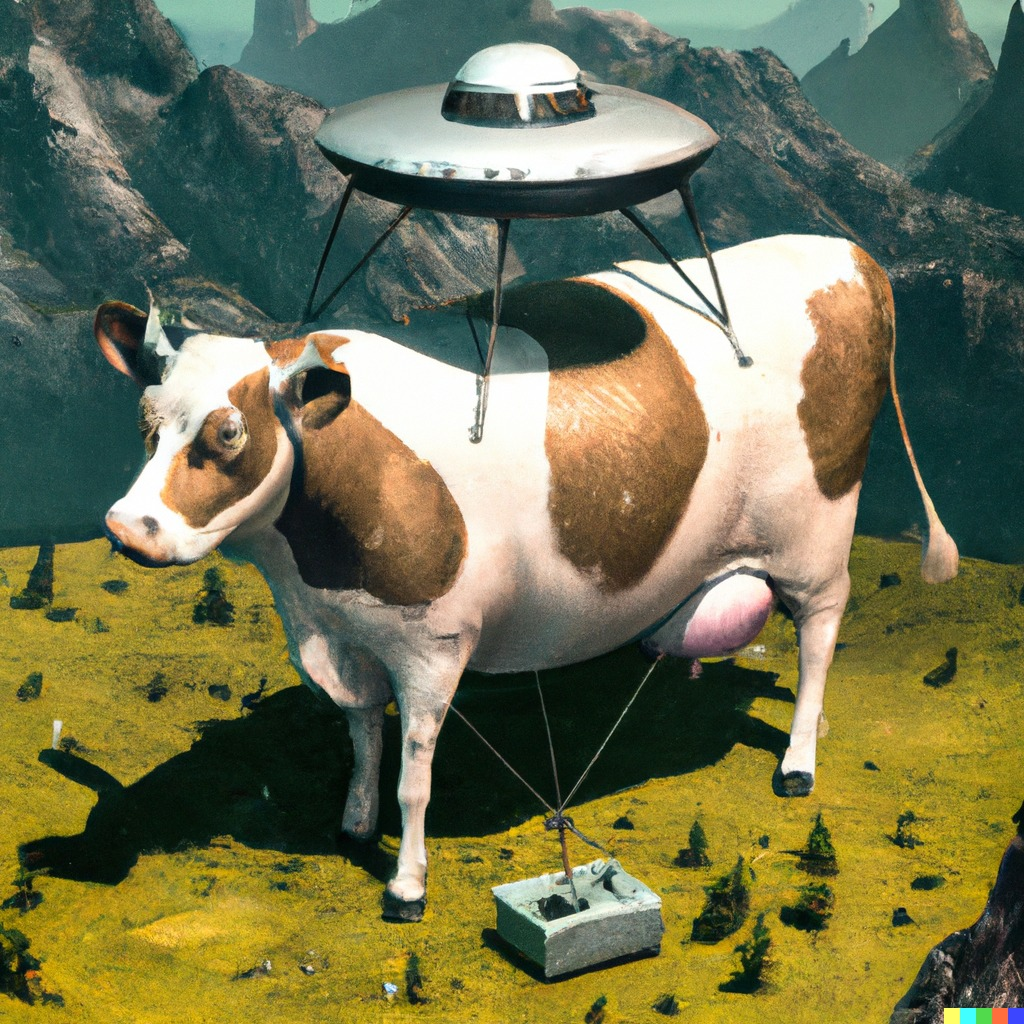
Изображение, сгенерированное системой DALL-E на основе текстовой подсказки «Изображение коровы, похищенной НЛО в 1960-х годах на Среднем Западе»

Искусственный интеллект в искусстве (англ. Artificial intelligence art) ― любое художественное произведение, созданное с использованием систем искусственного интеллекта (таких, например, как модели преобразования текста в изображение и музыкальных генераторов). Иногда его путают с цифровым искусством. В то время как и ИИ-арт, и цифровое искусство предполагают использование технологий, ИИ-арт характеризуется использованием генеративных алгоритмов и методов глубокого обучения, которые могут автономно создавать произведения искусства без непосредственного участия людей-художников.
Художники начали использовать системы искусственного интеллекта в своём творчестве во второй половине XX века, когда возникла эта дисциплина. В начале XXI века возросла доступность художественных инструментов систем искусственного интеллекта для широкой публики, что открыло возможности для использования инструментов ИИ для творчества за пределами академических кругов и профессиональных художников. На протяжении всей своей истории искусство при участии ИИ вызывало множество философских проблем, в том числе связанных с авторским правом, обманом и его влиянием на традиционных художников, включая их доходы.

## История
Понятие искусственного интеллекта как дисциплины оформилось в ходе Дартмутского семинара в 1956 году и за прошедшие десятилетия пережила несколько волн развития и оптимизма. С момента начала своей деятельности исследователи в области искусственного интеллекта поднимали философские споры о природе человеческого разума и этических последствиях создания искусственных существ, наделенных человекоподобным интеллектом. Эти вопросы ранее исследовались мифами, художественной литературой и философией со времен античности.

### Предварительный период

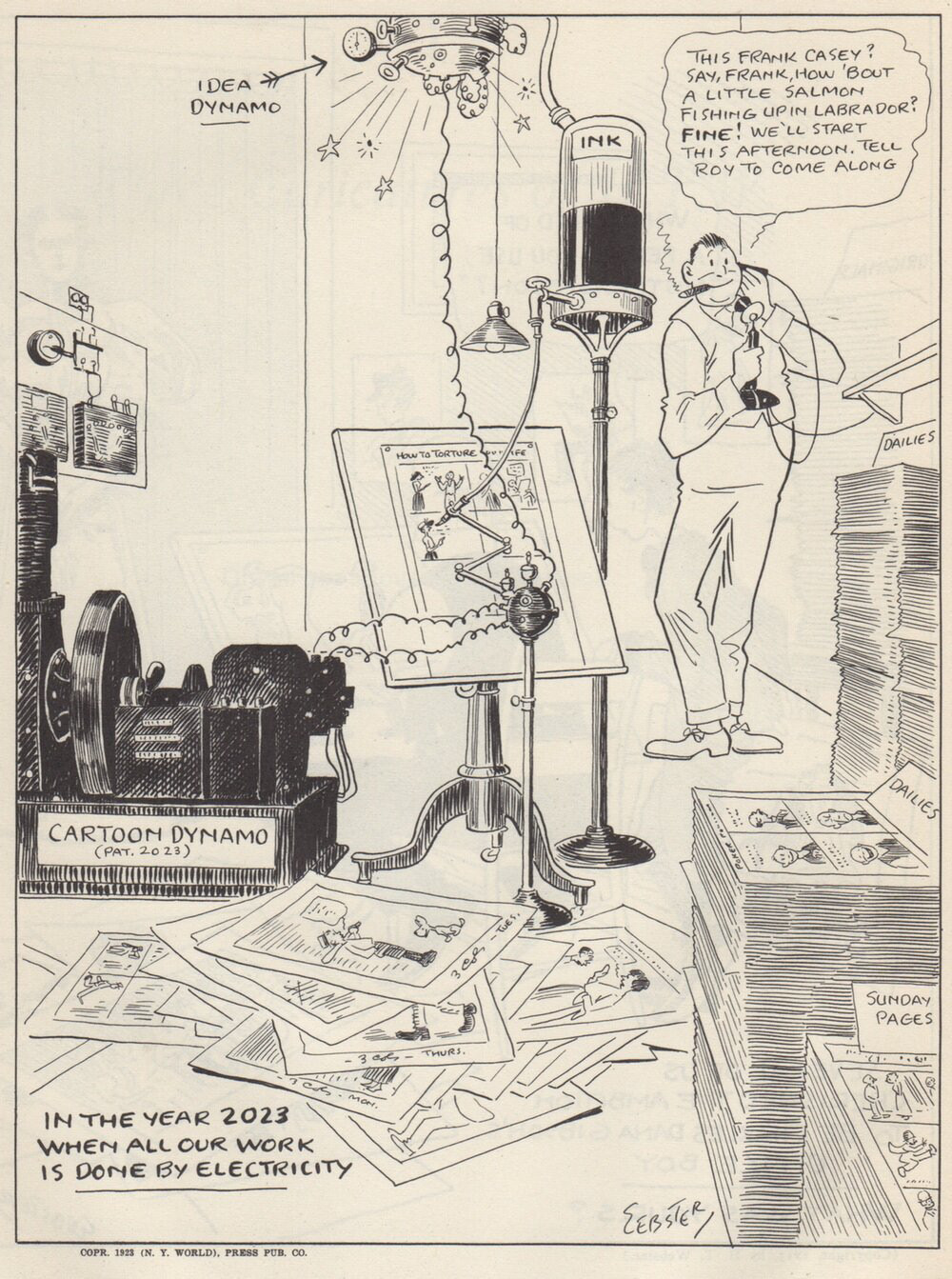
На рисунке 1923 года представлена мечта о жизни художника-карикатуриста в 2023 году, когда машины позволят ему отдохнуть

Концепция автоматизированного искусства восходит к легендам древнегреческой цивилизации об автоматических устройствах, где такие герои, как Дедал и Герон, были представлены создателями машин, способных писать текст, генерировать звуки и воспроизводить музыку. Традиция творческих автоматов процветала на протяжении всей истории, например, автомат Майярде, созданный в начале XIX века.

### 1950―2000 г.г.
С момента создания искусственного интеллекта в 1950-х годах художники и исследователи использовали ИИ для создания художественных произведений.
Одной из первых значительных художественных систем искусственного интеллекта является AARON, разработанная Гарольдом Коэном в конце 1960-х годов в Калифорнийском университете в Сан-Диего. AARON является наиболее ярким примером символического подхода к созданию программы искусственного интеллекта. 
Первоначальные версии AARON создавали абстрактные рисунки, которые в 1970-е годы становились всё более сложными. Больше вариантов изображений было добавлено в 1980-х годах; сначала камни, затем растения, затем люди. В 1990-х годах Коэн доработал AARON для рисования с использованием специальных кистей и красок, которые были выбирались самой программой без посредничества Коэна. Наряду с цветом были добавлены сложные фигуры. В начале 2000-х ААРОН вернулся к абстрактным изображениям, на этот раз в цвете. Поскольку программное обеспечение не являлось системой с открытым исходным кодом, его существование фактически завершилась со смертью Коэна в 2016 году.
В 1991 и в 1992 году Карл Симс получил награду Golden Nica на Prix Ars Electronica за свои 3D-анимационные видеоролики с использованием искусственного интеллекта с использованием искусственной эволюции.
В 2001 году Скотт Дрейвс получил приз Fundacion Telefonica Life 4.0 за проект Electric Sheep, который использовал искусственный интеллект для создания бесконечной анимации, обучаясь у своей аудитории.
В 2009 году Эрик Милликин получил Пулитцеровскую премию в области журналистики вместе с несколькими другими наградами за свою работу с ИИ по созданию серии репортажей, посвящённых теме коррупции в мэрии Детройта, приведшей к тому, что мэр города был отправлен в тюрьму.

### 2010-е. Глубокое обучение нейросетей
Использование методов глубокого обучения на многослойных искусственных нейронных сетях, которые технологический прогресс позволил создавать, привело к революционному прорыву в распознавании образов искусственным интеллектом, а затем и в целом в индустрии систем ИИ. 

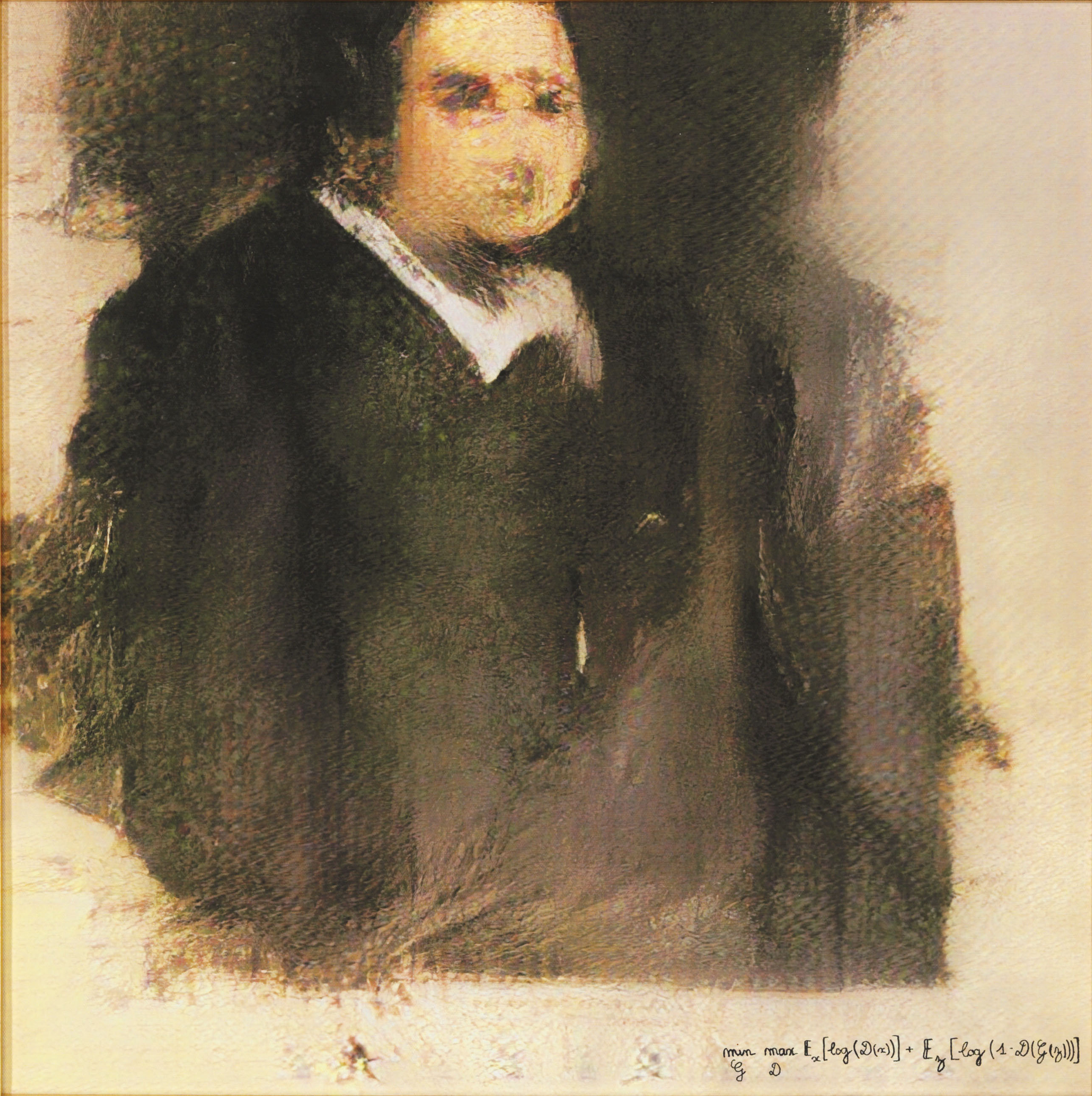
Портрет «Эдмон де Белами», созданный сетью GAN

В 2014 году Ян Гудфеллоу и его коллеги из Университета Монреаля разработали генеративно-состязательную сеть (GAN) — тип глубокой нейронной сети, способной учиться имитировать статистическое распределение входных данных, таких как изображения. GAN использует «генератор» для создания новых изображений и «дискриминатор», чтобы решить, какие созданные изображения считаются успешными. В отличие от алгоритмического подхода к созданию ИИ, предусматривающего следование правилам, программируемым вручную, генеративно-состязательные сети могли изучать конкретную эстетику, анализируя набор данных примеров изображений.
В 2015 году команда Google выпустила программу DeepDream, которая использует свёрточную нейронную сеть для поиска и улучшения закономерностей в изображениях с помощью алгоритмической парейдолии. В результате этого процесса намеренно создаются чрезмерно обработанные изображения, напоминающие образы сновидений, способные оказывать психоделическое воздействие на зрителей.
В 2018 году в аукционном доме Кристис в Нью-Йорке прошла аукционная распродажа произведений искусства искусственного интеллекта, где работа искусственного интеллекта «Эдмон де Белами» была продана за 432 тыс. долларов, что почти в 45 раз превысило её первоначальную оценку в 7–10 тыс. долларов. Работа была создана парижским коллективом Obvious. Веб-сайт Artbreeder, запущенный в 2018 году, использует модели StyleGAN и BigGAN, позволяющие пользователям создавать и изменять изображения, такие как лица, пейзажи и картины.
В 2019 году Стефани Динкинс получила премию Creative Capital за создание развивающегося искусственного интеллекта, основанного на «интересах и культурах цветных людей». Также в 2019 году Сугвен Чанг выиграла премию Lumen Prize за презентацию роботизированной руки, управляемой ИИ, создающей рисунки в манере, подобную стилю Чанг.

### 2020-е. Генеративный ИИ

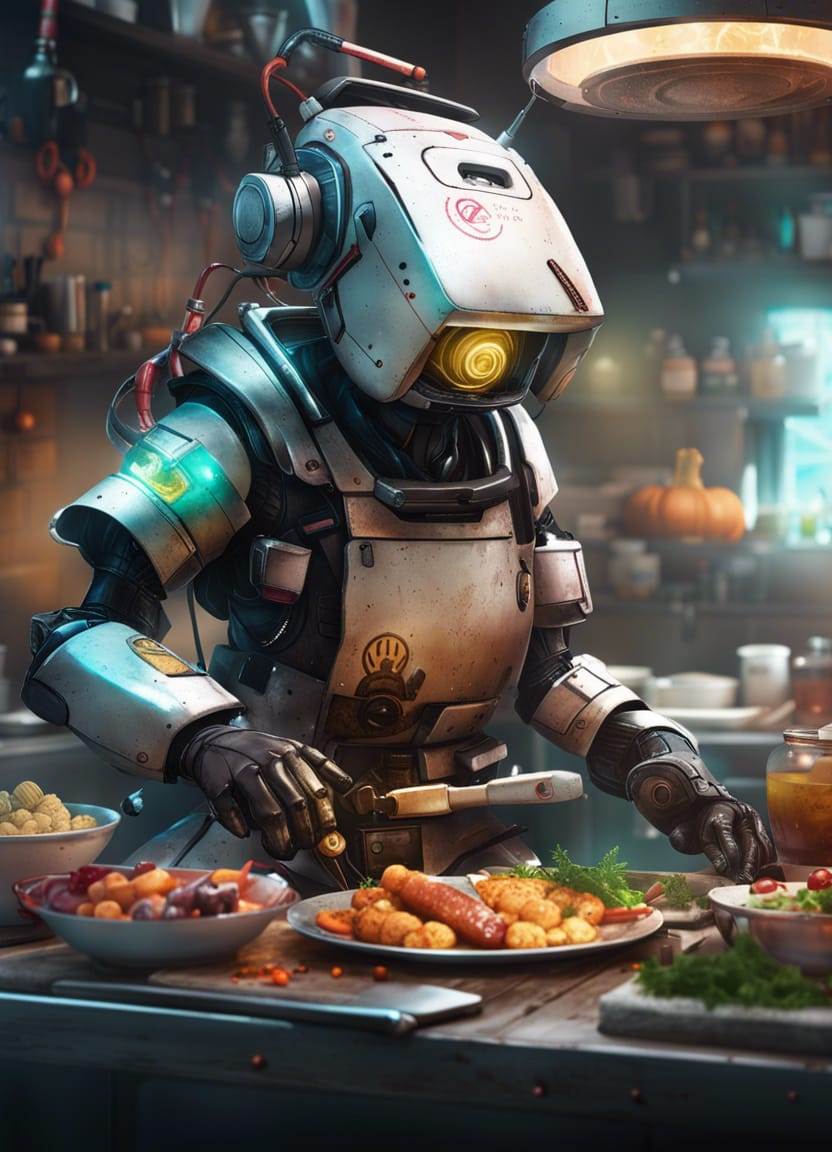
Изображение созданное ИИ Stable Diffusion

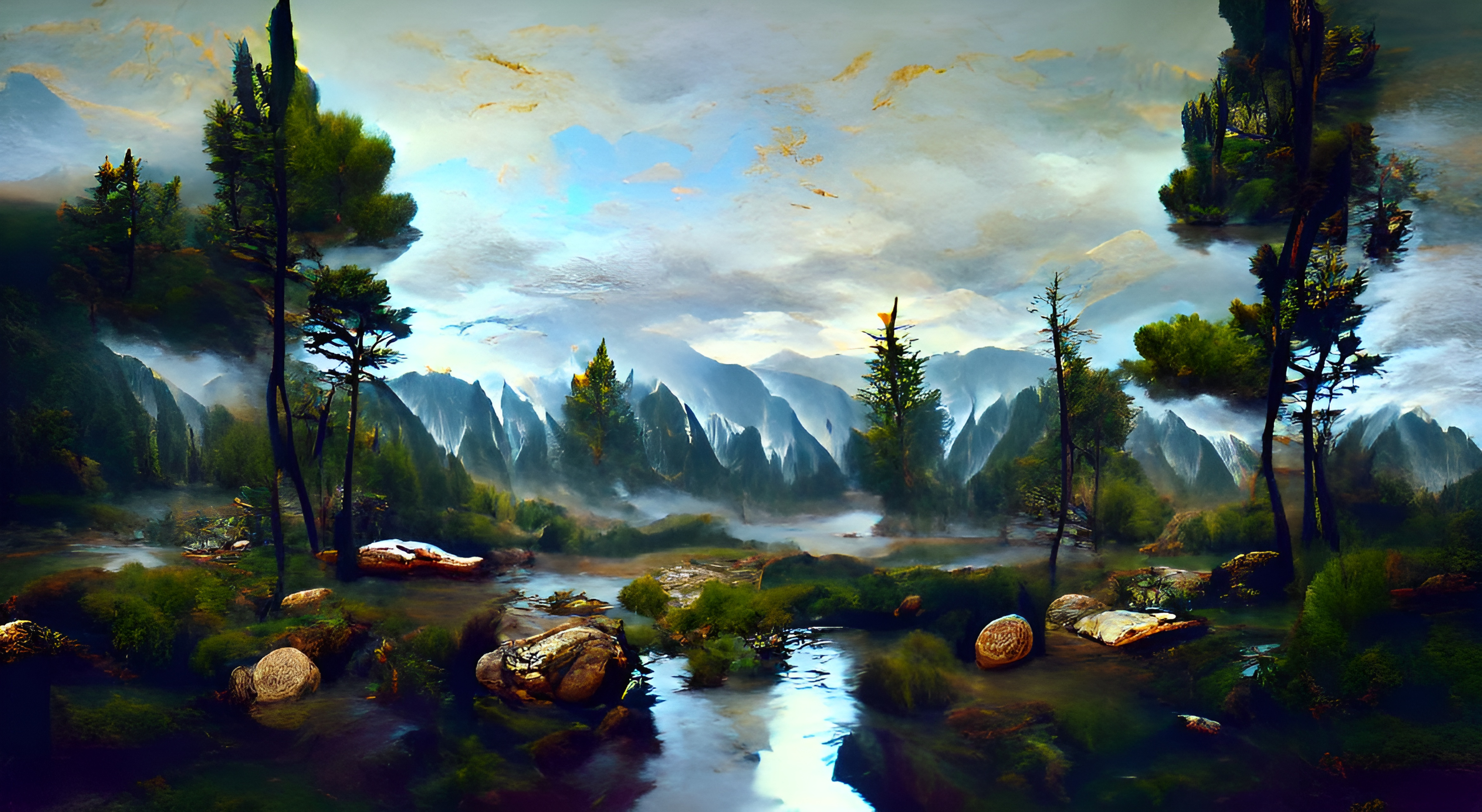
Пример изображения созданного с использованием VQGAN+CLIP

В 2020-е годы основной тенденцией стало использование моделей ИИ, осуществляющих преобразование текста в изображение. Системы искусственного интеллекта, генерирующие изображения на основе подсказок пользователя получили название генеративных ИИ.
В 2021 году, на базе модели машинного обучения Трансформер, используемые в ЧатGPT-2 и ЧатGPT-3, компания OpenAI при финансовой поддержке фирмы Microsoft создала генеративную модель ИИ по преобразованию текста в изображение DALL-E. Позднее в 2021 году EleutherAI выпустила продукт VQGAN+CLIP с открытым исходным кодом, основанную на модели CLIP OpenAI.
В 2022 году был выпущен продукт Midjourney, за ним последовали Imagen и Parti от Google Brain, анонсированные в мае 2022 года, NUWA-Infinity от Microsoft и Stable Diffusion, доступный в исходном коде, который был выпущен в августе 2022 года. Stability.ai имеет веб-интерфейс Stable Diffusion под названием DreamStudio, плагины для Krita, Photoshop, Blender и GIMP, а также веб-интерфейс пользователя с открытым исходным кодом Automatic1111. Основная предварительно обученная модель Stable Diffusion размещена на хостинге Hugging Face Hub.

## Инструменты и методы

### Формирование стилей
Было разработано множество механизмов для создания искусств ИИ, включая процедурную генерацию изображений на основе правил с использованием математических шаблонов, алгоритмы, имитирующие мазки кисти и другие нарисованные эффекты, а также алгоритмы глубокого обучения, такие как генеративно-состязательные сети (GAN) и трансформаторы. Несколько компаний выпустили приложения, которые превращают фотографии в художественные изображения в стиле известных авторов картин.
Существует множество других программ создания произведений искусства с использованием искусственного интеллекта, включая простые мобильные приложения, ориентированные на потребителя, интерактивные блокноты Jupyter, для эффективной работы которых требуются мощные графические процессоры. Дополнительные функции включают «Текстовую инверсию», которая позволяет использовать предоставленные пользователем концепции (например, объект или стиль), полученные из нескольких изображений. С помощью текстовой инверсии новое персонализированное искусство может быть создано из связанных слов (ключевых слов, которые были присвоены изученной, часто абстрактной концепции) и тонкой настройки модели (см. также: DreamBooth).

### Распространение и влияние
Выставка «Мыслящие машины: искусство и дизайн в эпоху компьютеров, 1959–1989» проведённая в музее современного искусства Нью-Йорка представила обзор приложений искусственного интеллекта в искусстве, архитектуре и дизайне.
Выставки, демонстрирующие использование искусственного интеллекта для создания произведений искусства, провели благотворительный фонд Google в 2016 году и аукцион в Gray Area Foundation в Сан-Франциско. На выставках были представлены работы художников экспериментировавших с алгоритмом DeepDream. В 2017 году в Лос-Анджелесе и Франкфурте была проведена выставка «Нечеловеческое: искусство в эпоху искусственного интеллекта». Весной 2018 года Ассоциация вычислительной техники посвятила выпуск журнала теме компьютеров и искусства. В июне 2018 года в Центре искусства и технологий Билла состоялась премьера произведения искусства «Дуэт человека и машины», позволяющего зрителям взаимодействовать с искусственным интеллектом. Австрийский Ars Electronica и Музей прикладного искусства в Вене открыли выставки, посвященные искусственному интеллекту, в 2019 году. Фестиваль Ars Electronica 2019 года «Из коробки» исследовал роль искусства в устойчивой общественной трансформации.
Примеры расширения применения происходят, например, за счёт развития любительских некоммерческих нишевых жанров, таких как производные от киберпанка, новых видов развлечений, создание новых творческих детских игр, использование для быстрого и малобюджетного прототипирования, повышение доступности произведений искусства, чему способствует хорошее соотношение художественного результата к затратам времени на получение результата посредством создания черновиков, эскизов, и компонентов изображения (Inpainting).
Сгенерированные изображения иногда используются в качестве эскизов или недорогих экспериментов или иллюстрации идей на этапе проверки концепции – дополнительные функциональные возможности или улучшения могут также относиться к ручному редактированию после создания (шлифовке или художественному использованию) искусство на основе подсказок (например, последующая настройка с помощью редактора изображений).

### Промпт-инженерия

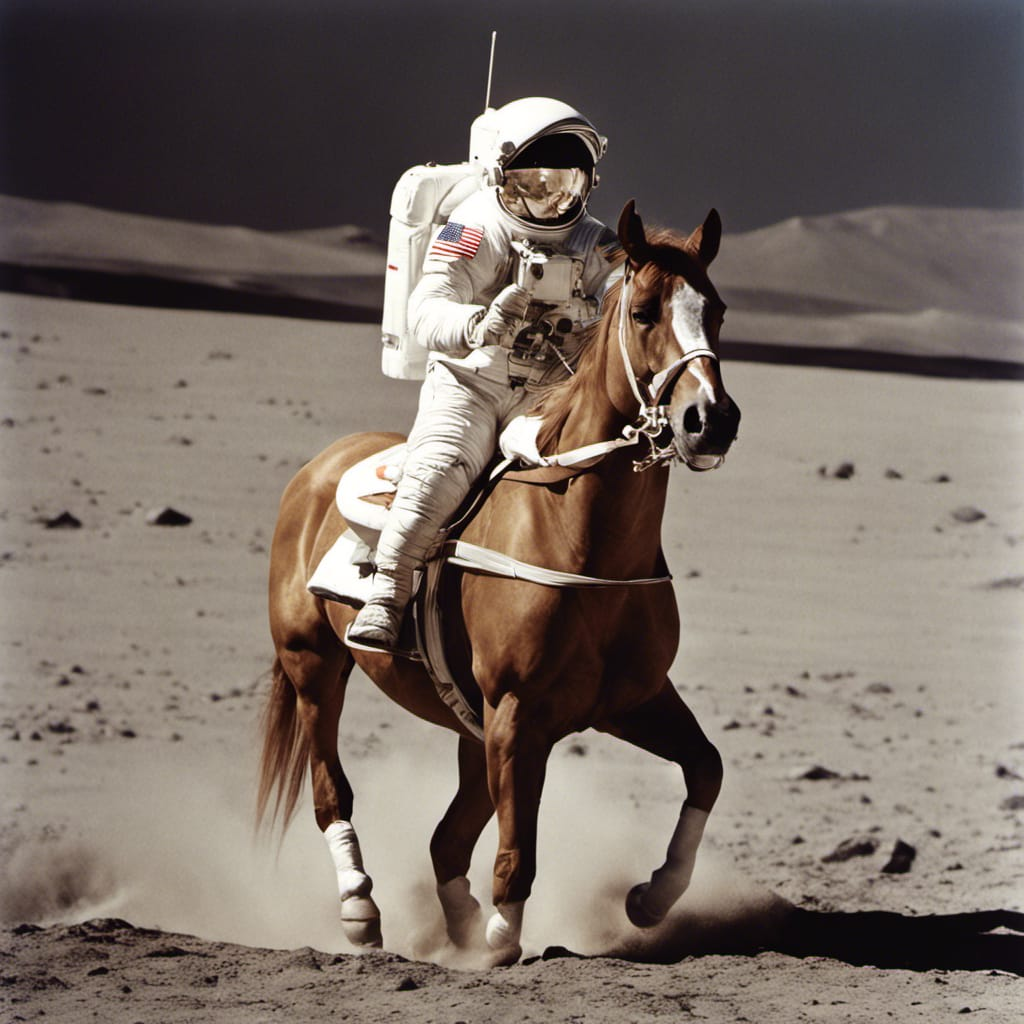
Изображение, созданное Stable Diffusion на основе текстовой подсказки «фотография космонавта верхом на лошади»

Промпт-инженерия или техника подсказок — концепция оптимального взаимодействия человека с системами искусственного интеллекта. Промпт-инженерия предполагает передачу во входных данных для чат-бота, являющегося интерфейсом обмена информацией с системой ИИ, описания задачи в виде точных вопросов, а не заданий даваемых в неявном виде. Например, в диалоге с системой ИИ нежелательно использование косвенных речевых актов. Техника подсказок обычно работает путём преобразования одной или нескольких задач в набор данных на основе подсказок и обучения языковой модели с помощью «обучения на основе подсказок». Использование методов промпт-инженерии эффективно при работе с большими предварительно обученными языковыми моделями.
В 2022 году были выпущены модели машинного обучения, такие как DALL-E 2, Stable Diffusion и Midjourney. Эти модели принимают текстовые подсказки в качестве входных данных и используют их для создания изображений, что вводит новую категорию разработки подсказок, связанную с подсказками преобразования.
Подсказки для некоторых моделей преобразования текста в изображение могут также включать изображения, ключевые слова и настраиваемые параметры, такие как художественный стиль, который часто используется с помощью таких ключевых фраз, как «в стиле [имя художника]» в подсказке и /или выбор широкого эстетического/художественного стиля. Существуют платформы для обмена, обмена, поиска, разветвления/уточнения и/или совместной работы по созданию конкретных изображений с помощью генераторов изображений. Подсказки часто публикуются вместе с изображениями на веб-сайтах для обмена изображениями, таких как Reddit и веб-сайты, посвященные искусству искусственного интеллекта. Подсказка не является полной информацией, необходимой для создания изображения: дополнительные входные данные, определяющие сгенерированное изображение, включают выходное разрешение, случайное начальное число и параметры случайной выборки.

### Синтография или нейроарт
Синтетические медиа, в том числе искусство искусственного интеллекта, были описаны в 2022 году как крупная технологическая тенденция, которая повлияет на бизнес в ближайшие годы. «Синтография» — это предложенный термин для обозначения практики создания изображений, похожих на фотографии, с использованием ИИ.

### Искусственный интеллект в музыке
Искусственный интеллект и музыка ― сочинение музыки при помощи систем искусственного интеллекта, а также разработка цифровых платформ, позволяющих использовать искусственный интеллект для создания музыкальных произведений. Музыка с искусственным интеллектом исследует главное из них, создавая музыку без «намерения», которое обычно стоит за этим, оставляя композиторов, слушающих произведения, созданные машиной, в растерянности из-за отсутствия очевидного смысла.

## Критика, проблемы и споры

### Авторские права
Правоведы, художники и медиакорпорации рассматривают правовые и этические последствия прихода систем искусственного интеллекта в сферу творчества с XX века.
В 1985 году профессор права по вопросам интеллектуальной собственности Памела Самуэльсон утверждала, что авторские права США на произведения искусства, созданные с помощью компьютерных программ, должны быть переданы их пользователю.
В статье Florida Law Review за 2019 год представлены три точки зрения на этот вопрос. В первом случае правообладателем станет сам искусственный интеллект. Для этого в раздел 101 Закона США об авторском праве необходимо внести поправки, определяющие «автора» не только как физическое лицо, но и как компьютер. Во втором случае владельцем авторских прав будет пользователь, программист или компания, занимающаяся искусственным интеллектом. Это было бы расширением доктрины «работы по найму», согласно которой право собственности на авторские права передается «работодателю». В третьей ситуации передача авторских прав никогда не произойдет, и такие произведения будут находиться в общественном достоянии, поскольку передача авторских прав требует акта авторства.
В 2022 году, с ростом доступности услуг по созданию изображений с помощью искусственного интеллекта на потребительском уровне, возобновилась дискуссия по поводу законности и этики искусства, созданного с помощью искусственного интеллекта. Особой проблемой является использование произведений искусства, защищённых авторским правом, в наборах данных для обучения ИИ: в сентябре 2022 года Рима Селхи из Общества авторского права дизайнеров и художников заявила, что «нет никаких гарантий, позволяющих художникам идентифицировавшим свои произведения в базах данных, которые используются для обучения ИИ, запретить использование своих произведений». В декабре 2022 года пользователи платформы портфолио ArtStation устроили онлайн-протест против несогласованного использования их произведений искусства в наборах обучающих данных: это привело к увеличению популярности таких сервисов, как «Я прошёл обучение?», а также некоторых онлайн-сервисов и арт-платформ, обещающих собственные варианты запрета. По данным Бюро регистрации авторских прав США, авторские права произведений, созданных при помощи ИИ, нет возможности защитить. Решение, последовавшее за обоснованием спора об авторских правах на селфи обезьяны, остаётся в силе на уровне Федерального округа по состоянию на август 2023 года.
Проблема многих популярных художественных программ с искусственным интеллектом заключается в том, что они генерируют изображения на основе работ художников без их согласия. В январе 2023 года три художника — Сара Андерсен, Келли МакКернан и Карла Ортис — подали иск о нарушении авторских прав против Stability AI, Midjourney и DeviantArt, утверждая, что по закону требуется получить согласие художников, прежде чем обучать нейронные сети их работам, и что эти компании нарушили права миллионов художников, сделав это в отношении пяти миллиардов изображений, извлеченных из Интернета. В июле 2023 года окружной судья США Уильям Оррик был склонен отклонить большую часть положений иска, поданного Андерсеном, МакКернаном и Ортисом, но разрешил им подать новую жалобу.
Также в 2023 году Getty Images подала в суд на Stability AI за использование ее изображений в обучающих данных.
Изображения на основе искусственного интеллекта стали более распространенными на арт-рынках и в поисковых системах, поскольку системы преобразования текста в изображения на основе искусственного интеллекта обучаются на основе уже существующих художественных изображений, иногда без согласия оригинального художника, что позволяет программному обеспечению имитировать стили конкретных художников. Например, польский цифровой художник Грег Рутковски заявил, что его работы труднее искать в Интернете, поскольку многие изображения в результатах созданы с помощью искусственного интеллекта специально с имитацией его стиля. Более того, некоторые обучающие базы данных, на которых основаны системы искусственного интеллекта, недоступны для общественности, что делает невозможным понимание, в какой степени их обучающие данные содержат изображения, защищённые авторским правом. Например, инструмент, созданный Саймоном Уиллисоном, позволил людям обнаружить 0,5% обучающих данных для Stable Diffusion, то есть 12 миллионов из 2,3 миллиардов элементов, входящих в базу данных «ЛАИОН-2М», собранных компанией ЛАИОН и предоставленной как обучающее множество. Художница Карен Халлион обнаружила, что их изображения, защищенные авторским правом, использовались в качестве обучающих данных без их согласия.

### Качество обучающих данных
Рост числа обучаемых систем ИИ обнаружил нехватку качественных материалов для глубокого обучения нейросетей. При этом качество материала определяется не только чистотой на соблюдение авторского права, но также высокой достоверностью и отсутствием материалов, нарушающих этические общественные нормы. Идеальным решением являлось бы наличие доступных хорошо структурированных экспертных баз данных по различным предметным областям, но в настоящее время они отсутствуют. При этом понятно, что качество действий системы ИИ зависит от качества обучения, а поскольку нейросети достаточно закрыты для контроля процессов, происходящих в них, то проблемы будут обнаружены после окончания обучения, а переучивание достаточно сложны процесс.
В марте 2022 года компания ЛАИОН собрала в базу данных LAION-5B более 5 миллиардов элементов. На момент выпуска это был самый большой из существующих  свободно доступных наборов данных размеченных изображений. Создание этой базы данных финансировалось Doodlebot, Hugging Face и Stability AI, ИИ-компанией, которая финансировала модель преобразования текста в изображение Stable Diffusion, обученной на ней.
В базе данных LAION-5B помимо подозрений в нарушении авторских прав обнаружилась ещё одна проблема. Исследования показали, что изображения в  содержат проблемные изображения и текстовые пары, посвященные изнасилованиям, порнографии, злонамеренным стереотипам, расистским и этническим оскорблениям, а также другой крайне проблемный контент. Расследование показало, что наборы данных компании ЛАИОН, размещенные на Hugging Face, содержат большое количество частных и конфиденциальных данных. В декабре 2023 года Стэнфордская интернет-лаборатория опубликовала отчет по результатам обследования базы данных LAION-5B, в которой было обнаружено 3226 предполагаемых случаев ссылок на материалы о сексуальном насилии над детьми, 1008 из которых прошли внешнюю проверку. В ответ кампания ЛАИОН временно закрыла доступ к базе LAION-5B, сославшись на свою «политику нулевой терпимости к незаконному контенту» и «чрезвычайную осторожность».

### Стабильность доходов и занятости

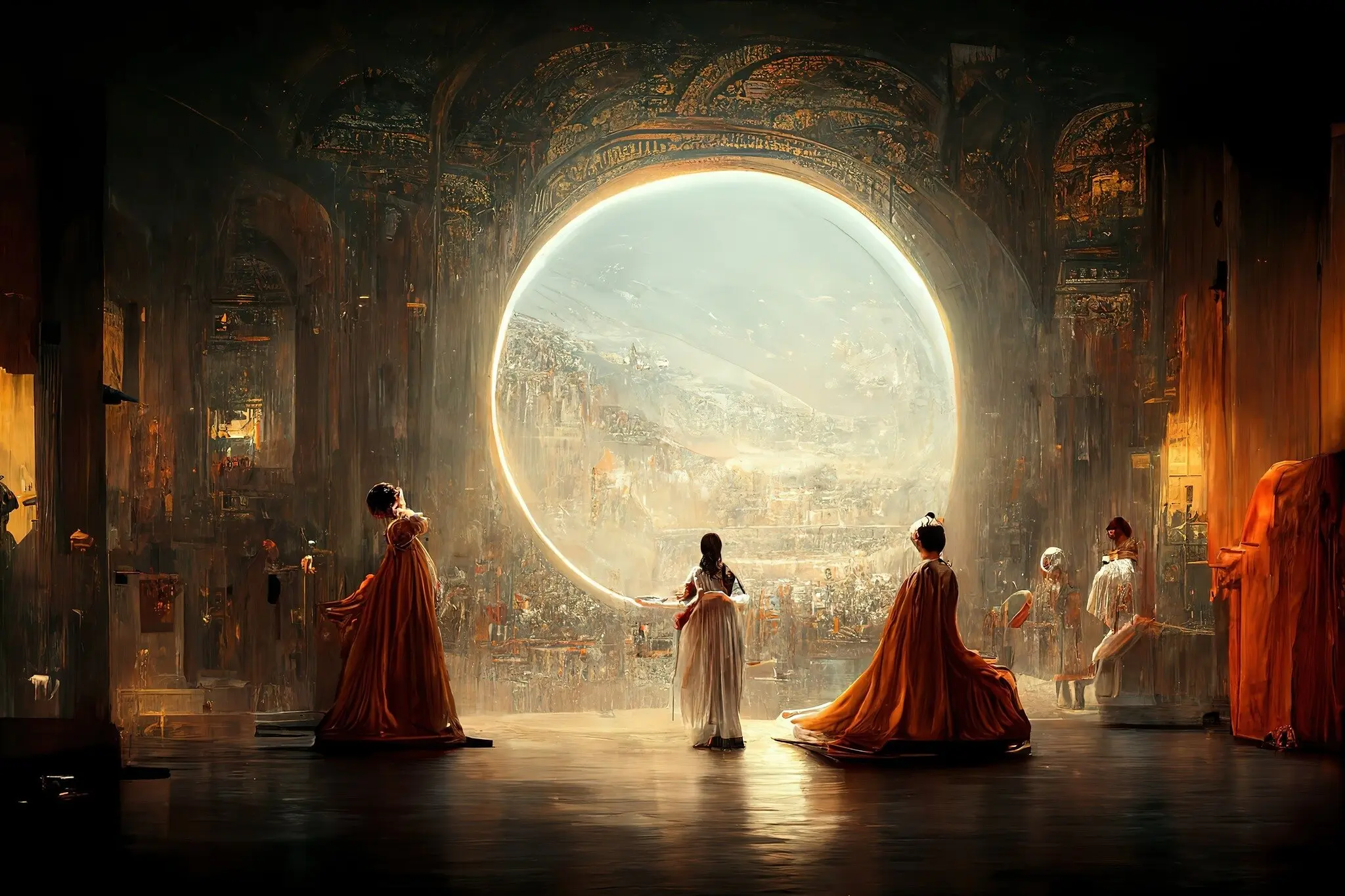
«Театр космической оперы» — изображение, созданное платформой Midjourney с использованием подсказок Джейсона Аллена, которому было отказано в заявке на регистрацию авторского права по причине того что произведение содержит более минимального количества контента, созданного искусственным интеллектом

По мере того, как программное обеспечение для создания изображений с использованием искусственного интеллекта, такое как Stable Diffusion и DALL-E, продолжает развиваться и распространяться, потенциальные проблемы и опасения, которые эти системы создают для творчества и артистизма, растут. В 2022 году художники, работающие в различных средствах массовой информации, выразили обеспокоенность по поводу влияния генеративного искусственного интеллекта на их возможности зарабатывать деньги, особенно если изображения на основе ИИ начнут заменять художников, работающих в сфере иллюстрации и дизайна. В августе 2022 года цифровой художник Р. Дж. Палмер заявил: «Я мог бы легко представить сценарий, в котором с помощью ИИ один художник или арт-директор мог бы заменить 5–10 художников начального уровня… Я видел многие авторы, публикующиеся самостоятельно, и им подобные говорят, как здорово будет, если им не придется нанимать художника». Ученые поддерживают эту обеспокоенность по поводу потери рабочих мест в творческих областях, заявив: «Лидеры таких компаний, как Open AI и Stability AI, открыто заявили, что они ожидают, что генеративные системы искусственного интеллекта неизбежно заменят креативщиков», а также добавив, что «Это перемещение рабочей силы очевидно во всех творческих отраслях». Например, согласно статье «Остальной мир», рекрутёр из китайской игровой индустрии заметил сокращение количества вакансий иллюстраторов на 70%, отчасти из-за широкого использования генераторов изображений. Сообщается, что другая студия в Китае уволила треть своих иллюстраторов дизайна персонажей».
Способность художественного программного обеспечения на основе искусственного интеллекта имитировать или подделывать художественный стиль также вызывает опасения по поводу злого умысла или жадности. Произведения искусства, созданные искусственным интеллектом, такие как Théâtre d'Opéra Spatial, иллюстрация искусственного преобразования текста в изображение, получившая главный приз на конкурсе цифрового искусства в августе 2022 года на Ярмарке штата Колорадо, начали подавлять художественные конкурсы и другие конкурсы. форумы, предназначенные для маленьких художников.
Короткометражный фильм Netflix «Собака и мальчик», выпущенный в январе 2023 года, вызвал негативную реакцию в Интернете из-за использования искусственного интеллекта для создания фонового изображения фильма.

### Дипфейки

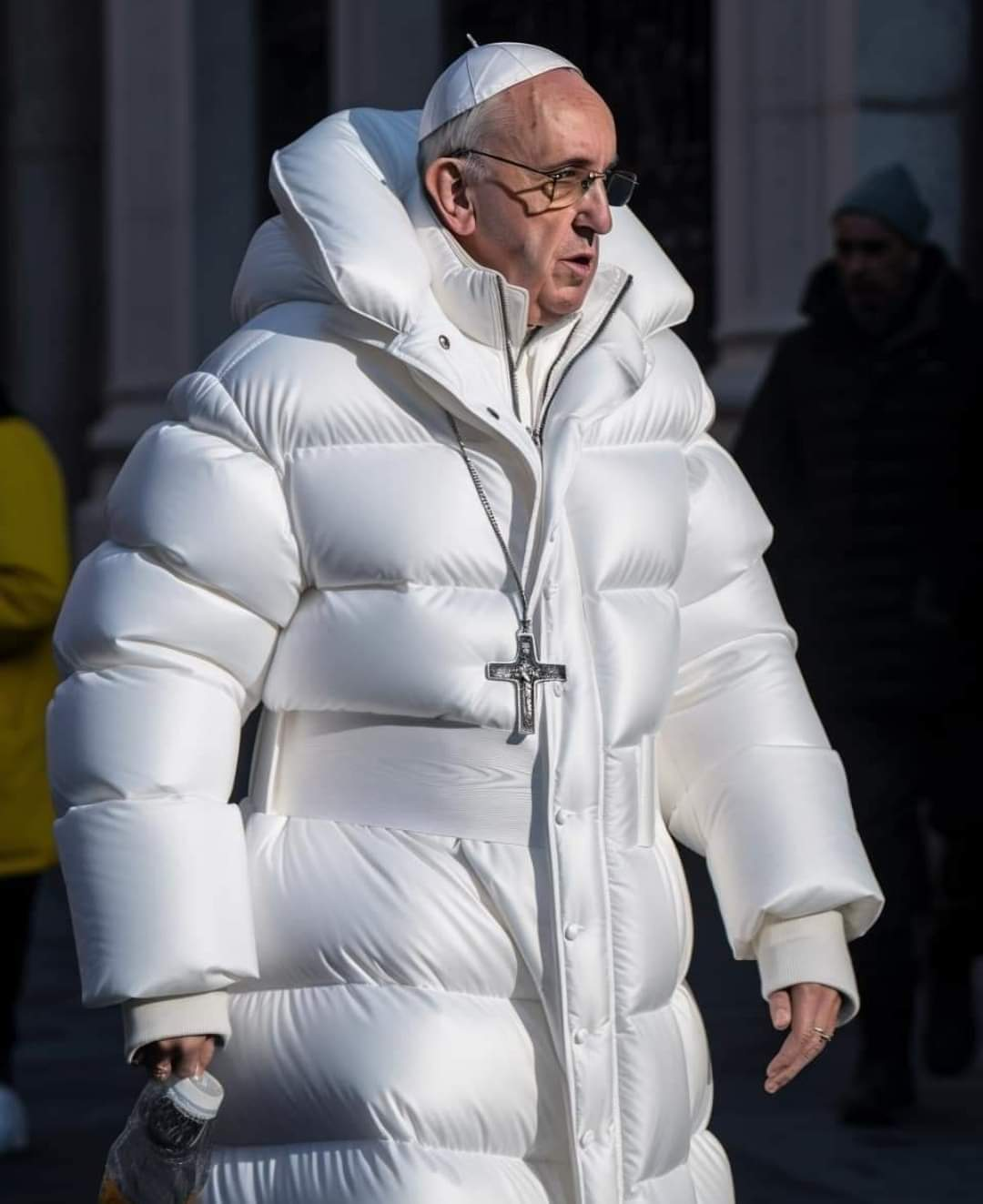
Сгенерированное искусственным интеллектом в 2023 году изображение Папы Франциска в дутой зимней куртке заставило некоторых зрителей поверить, что это настоящая фотография

Победитель конкурса Всемирной организация фотографии 2023 года в категории «творческое открытие» Борис Эльдагсен после победы заявил, что его работа (Папа Франциск в дутой зимней куртке) на самом деле была создана искусственным интеллектом. Фотограф Фероз Хан прокомментировал Би-би-си, что Эльдагсен «ясно показал, что даже опытных фотографов и искусствоведов можно обмануть».
Затронуты и более мелкие соревнования; В 2023 году конкурс под названием «Конкурс обложек для самоизданных фэнтезийных блогов», проводимый автором Марком Лоуренсом, был отменён после того, как победившая работа предположительно представляла собой коллаж из изображений, созданных Midjourney.
Более широкие проблемы выходят за рамки мира искусства. Как и в случае с другими типами манипуляций с фотографиями с начала XIX века, некоторые люди в начале XXI века были обеспокоены тем, что ИИ может использоваться для создания вводящего в заблуждение контента, известного как «дипфейки».
В мае 2023 года в социальных сетях, таких как Reddit и Twitter, внимание было обращено на созданное Midjourney изображение Папы Франциска в белом пуховике. Несколько фотографий, созданных искусственным интеллектом и изображающих вымышленный арест Дональда Трампа, также стали вирусными. Кроме того, созданное ИИ изображение нападения на Пентагон стало вирусным как часть ложной новости в Твиттере.

### Предвзятость
Изображения, созданные с помощью искусственного интеллекта, вызвали опасения, что они могут нанести ущерб репутации художника. Художница Сара Андерсен скопировала свои работы, а затем использовала их для изображения неонацистской идеологии. Она заявила, что распространение языка ненависти в Интернете может быть усугублено использованием генераторов изображений. Также добавьте к этому мнению, заявив, что «инструменты, созданные на основе работ художников и позволяющие пользователям имитировать их стиль без их согласия или компенсации, могут нанести значительный репутационный ущерб, путём распространения сообщений, которые они не одобряют».
Ещё одна серьёзная проблема, возникающая в отношении изображений и произведений искусства, созданных ИИ, — это смещение выборки в данных обучения моделей, что приводит к дискриминационным выводам художественных моделей ИИ. В 2023 году исследователи Вашингтонского университета обнаружили доказательства расовой предвзятости в модели стабильной диффузии: изображения «человека» чаще всего соответствуют изображениям мужчин из Европы или Северной Америки.

### Потребление энергии
Исследователи из компании Hugging Face и Университета Карнеги-Меллона сообщили в статье 2023 года, что для создания одной тысячи изображений 1024x1024 с использованием базовой модели XL 1.0 системы Stable Diffusion требуется 11,49 кВтч энергии и при этом выделяется 1594 граммов углекислого газа, что примерно соответствует выделению при поздке легкового автомобиля с бензиновым двигателем на расстояние 6,5 км.

## Этика

Портрет Сальвадора Дали с роботизированной половиной лица (ChatGPT)

Изображения, созданные ИИ, заставляют многих художников беспокоиться о том, как общество ценит их и их продукцию. Художники опасаются, что производство произведений искусства с применением ИИ приведёт к обесцениванию произведений искусства, создаваемых традиционными методами, поскольку люди не смогут производить продукцию в том же объёме и по цене, что и модель ИИ.
Системы искусственного интеллекта способны создавать дипфейковый контент, который часто рассматривается как вредный и оскорбительный. Создание дипфейков представляет риск для лиц, не давших на это согласия. В основном это относится к порнографии из мести, где материалы откровенно сексуального характера распространяются с целью унизить или причинить вред другому человеку.
Детская порнография, созданная с помощью ИИ, может представлять опасность для общества из-за своей противоправной природы.
Системы искусственного интеллекта собирают данные для создания решений. При сборе данных из различных источников возникает вопрос, можно ли использовать эти данные для создания произведения и о том, как отдать должное художнику, посредством мыслительного процесса которого создаётся художественный стиль, используемый ИИ.

## Использование ИИ для анализа произведений искусства
Помимо создания оригинальных произведений искусства, были разработаны исследовательские методы с использованием ИИ для количественного анализа коллекций цифрового искусства. Это стало возможным благодаря масштабной оцифровке произведений искусства за последние несколько десятилетий. Хотя основная цель оцифровки заключалась в обеспечении доступности и изучения этих коллекций, использование ИИ для их анализа открыло новые перспективы исследований.
Два вычислительных метода: чтение с близкого расстояния и наблюдение с расстояния — типичные подходы, используемые для анализа цифрового искусства. При внимательном чтении основное внимание уделяется конкретным визуальным аспектам одного произведения. Некоторые задачи, выполняемые машинами с помощью методов близкого чтения, включают аутентификацию художника и анализ мазков кисти и свойств текстуры. При помощи методов удалённого просмотра можно статистически визуализировать сходство всей коллекции по наборам признаков. Общие задачи, связанные с этим методом, включают автоматическую классификацию, обнаружение объектов, мультимодальные задачи, расширение системы знаний в истории искусства и вычислительной эстетике. В то время как метод дистанционного просмотра относится к анализу больших коллекций, метод внимательного чтения предполагает глубокое изучение каждого произведения искусства отдельно.
Исследователи также представили модели, прогнозирующие эмоциональные реакции на искусство, такие как ArtEmis, крупномасштабный набор данных с моделями машинного обучения, которые содержат эмоциональные реакции на визуальное искусство, а также прогнозирование эмоций по изображениям или тексту.
Использование искусственного интеллекта для анализа уже существующих коллекций произведений искусства может открыть новый взгляд на развитие художественных стилей и выявление художественных влияний. Изучение существующего искусства с помощью ИИ также может помочь в организации художественных выставок и поддержать процесс принятия решений кураторов и историков искусства.
Программы искусственного интеллекта могут автоматически генерировать новые изображения произведений искусства, аналогичные тем, которые были получены из образца. Людям в основном нужно просто вводить данные и различать выходные данные. Сочетание механизмов ИИ и механизмов создания произведений искусства позволяет ИИ создавать произведения.
Синтетические изображения также можно использовать для обучения алгоритмов искусственного интеллекта решению задач аутентификации произведений искусства и обнаружения подделок.